# Årets Fodboldspiller i Danmark
Årets Fodboldspiller i Danmark kåres af danske fodboldspillere i Danmarksturneringen. Det anses af mange for at være den største hæder, at blive kåret af sine kolleger – frem for af publikum, fans eller pressen.
Prisen er blevet uddelt siden 1961 – på ide af Knud Lundberg. Han var – udover aktiv idrætsmand i indtil flere discipliner – også sportsredaktør hos Social-Demokraten, senere Aktuelt.
I 1989 overtog Spillerforeningen kåringen, dog var Ekstra Bladet med i arrangementet i perioden fra 1998 til 2009. I perioden 1989-1994 blev der uddelt 2 årlige priser af henhv. Aktuelt og Spillerforeningen.
Siden 2000 er der også blevet kåret en Årets Kvindelige Fodboldspiller af spillerforeningen.
Fra 2006 begyndte TV2 i samarbejde med DBU at lave deres egen årets fodboldspiller titel som en del af FodboldGalla 2006.
Fra 2021 gik Spillerforeningen og DBU sammen om at uddele titlen som årets fodboldspiller.

## Regler for afstemning
Medlemmerne af Spillerforeningen står for valget af Årets Fodboldspiller. Først nominerer samtlige hold i Danmarksturneringen max. 10 spillere til titlen. De fem spillere med flest stemmer nomineres, og hver spiller i Superligaen, 1. division og 2. division modtager en stemmeseddel, hvor de kan pege på den af de nominerede, som de mener har gjort sig fortjent til titlen som Årets Fodboldspiller.

## Liste over Årets Fodboldspiller

### Kåret af Spillerforeningen og DBU
| År   | Vinder                | Øvrige nominerede                         |
| ---- | --------------------- | ----------------------------------------- |
| 2024 | Morten Hjulmand       | Pierre Emile Højbjerg og Joachim Andersen |
| 2023 | Andreas Christensen   | Rasmus Højlund og Joachim Andersen        |
| 2022 | Pierre Emile Højbjerg | Christian Eriksen og Joachim Andersen     |
| 2021 | Simon Kjær            | Pierre Emile Højbjerg og Joakim Mæhle     |

### Kåret af Spillerforeningen
| År   | Vinder            | Øvrige nominerede                                                         |
| ---- | ----------------- | ------------------------------------------------------------------------- |
| 2020 | Kasper Schmeichel | Simon Kjær og Pierre-Emile Højbjerg                                       |
| 2019 | Kasper Schmeichel | Thomas Delaney og Christian Eriksen                                       |
| 2018 | Christian Eriksen | Thomas Delaney og Kasper Schmeichel                                       |
| 2017 | Christian Eriksen | Thomas Delaney og Kasper Schmeichel                                       |
| 2016 | Kasper Schmeichel | Christian Eriksen og Thomas Delaney                                       |
| 2015 | Christian Eriksen | Simon Kjær og Kasper Schmeichel                                           |
| 2014 | Christian Eriksen | Pierre-Emile Højbjerg, Kasper Schmeichel, Lasse Vibe og Lasse Schöne      |
| 2013 | Christian Eriksen | Peter Ankersen, Martin Braithwaite, Jores Okore og Daniel Agger           |
| 2012 | Daniel Agger      | Christian Eriksen, William Kvist, Nicolai Stokholm og Michael Krohn-Dehli |
| 2011 | William Kvist     | Christian Eriksen, Andreas Bjelland, Dennis Rommedahl og Niki Zimling     |
| 2010 | William Kvist     | Martin Vingaard, Dennis Rommedahl, Simon Kjær og Anders Lindegaard        |

### Kåret af DBU og TV2
| År   | Vinder                | Øvrige nominerede                                        |
| ---- | --------------------- | -------------------------------------------------------- |
| 2020 | Pierre-Emile Højbjerg | Simon Kjær, Yussuf Poulsen og Kasper Schmeichel          |
| 2019 | Kasper Schmeichel     | Thomas Delaney, Christian Eriksen og Yussuf Poulsen      |
| 2018 | Kasper Schmeichel     | Thomas Delaney, Christian Eriksen og Simon Kjær          |
| 2017 | Christian Eriksen     | Andreas Christensen, Thomas Delaney og Pione Sisto       |
| 2016 | Kasper Schmeichel     | Andreas Christensen, Thomas Delaney og Christian Eriksen |
| 2015 | Kasper Schmeichel     | Christian Eriksen, Thomas Delaney og Simon Kjær          |
| 2014 | Christian Eriksen     | Pierre-Emile Højbjerg, Simon Kjær og Kasper Schmeichel   |
| 2013 | Christian Eriksen     | Daniel Agger, Andreas Cornelius og Jores Okore           |
| 2012 | Daniel Agger          | Nicklas Bendtner, William Kvist og Niki Zimling          |
| 2011 | Christian Eriksen     | Michael Krohn-Dehli, William Kvist og Niki Zimling       |
| 2010 | Dennis Rommedahl      | Daniel Agger, Nicklas Bendtner og Simon Kjær             |
| 2009 | Nicklas Bendtner      | Simon Kjær, Jakob Poulsen og Thomas Sørensen             |
| 2008 | Martin Laursen        | Nicklas Bendtner, Daniel Jensen og Christian Poulsen     |
| 2007 | Dennis Rommedahl      | Daniel Agger, Martin Jørgensen og Jon Dahl Tomasson      |
| 2006 | Christian Poulsen     | Martin Jørgensen, Michael Gravgaard og Thomas Kahlenberg |

### Kåret af Spillerforeningen og Ekstra Bladet
| År   | Vinder            | Øvrige nominerede                                                         |
| ---- | ----------------- | ------------------------------------------------------------------------- |
| 2009 | Simon Kjær        | Nicklas Bendtner, Jakob Poulsen, Christian Poulsen og Thomas Sørensen     |
| 2008 | Martin Laursen    | Nicklas Bendtner, Daniel Jensen, Christian Poulsen og Jonas Borring       |
| 2007 | Daniel Agger      | Christian Poulsen, Jesper Grønkjær, Morten Nordstrand og Simon Poulsen    |
| 2006 | Christian Poulsen | Thomas Kahlenberg, Michael Gravgaard, Jesper Christiansen og Daniel Agger |
| 2005 | Christian Poulsen | Søren Larsen, Michael Gravgaard, Daniel Agger og Thomas Kahlenberg        |
| 2004 | Jon Dahl Tomasson | Thomas Gravesen, Niclas Jensen, Thomas Kahlenberg og Per Krøldrup         |
| 2003 | Morten Wieghorst  | Thomas Gravesen, Peter Nielsen, Jesper Grønkjær og Thomas Kahlenberg      |
| 2002 | Jon Dahl Tomasson | Niclas Jensen, Christian Poulsen, Kaspar Dalgas og Peter Madsen           |
| 2001 | Ebbe Sand         | Thomas Gravesen, Claus Jensen, Thomas Røll Larsen og Thomas Sørensen      |
| 2000 | René Henriksen    | Jesper Grønkjær, Thomas Sørensen, Peter Schmeichel og Steven Lustü        |
| 1999 | Peter Schmeichel  |                                                                           |
| 1998 | Ebbe Sand         |                                                                           |

### Kåret af Spillerforeningen og Det Fri Aktuelt
| År   | Vinder        | Øvrige nominerede |
| ---- | ------------- | ----------------- |
| 1997 | Brian Laudrup |                   |
| 1996 | Allan Nielsen |                   |
| 1995 | Brian Laudrup |                   |

### Kåret af Spillerforeningen, Sparekassen Bikuben og Det Fri Aktuelt
| År   | Vinder        | Øvrige nominerede |
| ---- | ------------- | ----------------- |
| 1994 | Thomas Helveg |                   |

### Kåret af Spillerforeningen og Sparekassen Bikuben
| År   | Vinder           | Øvrige nominerede |
| ---- | ---------------- | ----------------- |
| 1993 | Jakob Kjeldbjerg |                   |
| 1992 | Torben Frank     |                   |
| 1991 | Peter Nielsen    |                   |
| 1990 | Peter Schmeichel |                   |
| 1989 | Brian Laudrup    |                   |

### Kåret af Det Fri Aktuelt
| År   | Vinder             | Øvrige nominerede |
| ---- | ------------------ | ----------------- |
| 1993 | Peter Schmeichel   |                   |
| 1992 | Brian Laudrup      |                   |
| 1991 | Kim Vilfort        |                   |
| 1990 | Peter Schmeichel   |                   |
| 1989 | Brian Laudrup      |                   |
| 1988 | Lars Olsen         |                   |
| 1987 | John "Faxe" Jensen |                   |

### Kåret af Spillerforeningen, Sparekassen Bikuben og Aktuelt
| År   | Vinder                    | Øvrige nominerede           |
| ---- | ------------------------- | --------------------------- |
| 1986 | Morten Olsen              | Erik Berg, Peter Schmeichel |
| 1985 | Michael Laudrup           |                             |
| 1984 | Preben Elkjær             |                             |
| 1983 | Morten Olsen              |                             |
| 1982 | Michael Laudrup           |                             |
| 1981 | Allan Hansen              |                             |
| 1980 | Lars Bastrup              |                             |
| 1979 | Jens Jørn Bertelsen       |                             |
| 1978 | Ole Kjær                  |                             |
| 1977 | Allan Hansen              |                             |
| 1976 | Flemming Ahlberg          |                             |
| 1975 | Henning Munk Jensen       |                             |
| 1974 | Niels-Christian Holmstrøm |                             |
| 1973 | Hans Aabech               |                             |
| 1972 | Per Røntved               |                             |
| 1971 | Birger Pedersen           |                             |

### Kåret af Fodbold-Jul
| År   | Vinder              | Øvrige nominerede |
| ---- | ------------------- | ----------------- |
| 1970 | Jan Larsen          |                   |
| 1969 | Allan Michaelsen    |                   |
| 1968 | Henning Munk Jensen |                   |
| 1967 | Johnny Hansen       |                   |
| 1966 | Leif Nielsen        |                   |
| 1965 | Kaj Poulsen         |                   |
| 1964 | Ole Madsen          |                   |
| 1963 | Jens Petersen       |                   |
| 1962 | Ikke uddelt         |                   |
| 1961 | Harald Nielsen      |                   |